# ريكاردو موتي
ريكاردو موتي (بالإيطالية: Riccardo Muti)‏ (و. 1940  م) هو موزع، ومخرج موسيقي، وموسيقي إيطالي، ولد في نابولي، يستخدم آلات بيانو، وهو عضوٌ في الأكاديمية الأمريكية للفنون والعلوم.

## التعليم
تعلم في Milan Conservatory ‏.

## جوائز
حصل على جوائز منها:
- جائزة أميرة أشتوريس للفنون  [لغات أخرى]‏ (2011)
- نيشان الاستحقاق للجمهورية الإيطالية من رتبة الصليب الأعظم (27 ديسمبر 1990)[11]
- قائد وسام الامبراطورية البريطانية
- نيشان القديس ميسروب ماشدوتس
- وسام الصداقة الروسي
- وسام القديس غريغوريوس الكبير
- الوسام النمساوي للعلوم والفنون [الإنجليزية]‏
- ميدالية الشرف الفضية العظمى للخدمات المقدمة لجمهورية النمسا
- نيشان استحقاق صليب الضباط لجمهورية ألمانيا الاتحادية
- فارس قائد رتبة الإمبراطورية البريطانية
- نيشان الصليب الأعظم لرهبانية القديس غريغوري الكبير من رتبة فارس.

## وصلات خارجية
- ريكاردو موتي على موقع IMDb (الإنجليزية)
- ريكاردو موتي على موقع الموسوعة البريطانية (الإنجليزية)
- ريكاردو موتي على موقع مونزينجر (الألمانية)
- ريكاردو موتي على موقع ميوزك برينز (الإنجليزية)
- ريكاردو موتي على موقع إن إن دي بي (الإنجليزية)
- ريكاردو موتي على موقع أول ميوزيك (الإنجليزية)
- ريكاردو موتي على موقع ديسكوغز (الإنجليزية)
- ريكاردو موتي على موقع قاعدة بيانات الفيلم (الإنجليزية)
- ريكاردو موتي في قاعدة بيانات الأفلام على الإنترنت